# مارک کورنی
مارک کورنی (انگلیسی: Mark Corneille؛ زادهٔ ۳۱ مهٔ ۱۹۸۶) بازیکن فوتبال اهل بریتانیا است.
از باشگاه‌هایی که در آن بازی کرده‌است می‌توان به باشگاه فوتبال ایست‌بورن بورو، باشگاه فوتبال مارگیت، باشگاه فوتبال گیلینگام، باشگاه فوتبال فوکستون اینویکتا، باشگاه فوتبال بروملی، و باشگاه فوتبال مایدستون یونایتد اشاره کرد.